# Josep Vendrell
Josep Vendrell i Ferrer (ur. 1888 w Tarragonie, zmarł w 1950) – prezes klubu FC Barcelona w latach 1943–1946. Był wojskowym, pułkownikiem armii, uczestniczył w wojnie domowej w Hiszpanii, stał po stronie generała Franco. Był Naczelnikiem Porządku Publicznego w La Coruñi. Na prezesa klubu mianował go generał Moscardó, jeden z podwładnych Franco. Moscardó chciał poprawić sytuację ekonomiczną w klubie po wojnie domowej, dlatego mianował go na prezesa.
W czasie jego prezydentury, wprowadził dyscyplinę w drużynie, relacje z władzami hiszpańskimi uległy znacznej poprawie po przegranej miesiąc przed jego urzędowaniem 1:11 z Chamartin.
Vendrell dysponował pieniędzmi, których klub potrzebował na mecze wyjazdowe. W czasie jego kadencji zbudowano nową trybunę na Estadio Les Corts, a stara została sprzedana klubowi Gimnastic Tarragona, prowadzonej przez zięcia owego prezesa Barcy. Drużyna Vendrella zdobyła w sezonie 1944-1945 mistrzostwo Hiszpanii, gdy trenerem był Josep Samitier.
Po trzech latach urzędowania w klubie, Vendrell zdecydował się odejść w 1946 roku z Barcelony. Zmarł w 1950.